# بيير مارشان (مبارز بالسيف)
بيير مارشان (بالفرنسية: Pierre Marchand)‏ هو مبارز بالسيف فرنسي، ولد في 11 نوفمبر 1948.

## وصلات خارجية
- بيير مارشان على موقع أوليمبيديا (الإنجليزية)